# Basketball Bundesliga de 1995–96
A Temporada 1995–96 da Basketball Bundesliga foi a 30.ª edição da principal competição de basquetebol masculino na Alemanha disputada entre 15 de setembro de 1995 e 10 de março de 1996. A equipe do TSV Bayer 04 Leverkusen conquistou seu décimo quarto título nacional sendo o sétimo consecutivo.

## Equipes participantes
| Clube                         | Localização  |
| ----------------------------- | ------------ |
| ALBA Berlin                   | Berlim       |
| Steiner Bayreuth              | Bayreuth     |
| TSV Bayer 04 Leverkusen       | Leverkusen   |
| Basketball im TuS Herten 1925 | Herten       |
| Brandt Hagen                  | Hagen        |
| MTV 1846 Giessen              | Giessen      |
| SG FT/MTV Braunschweig        | Brunsvique   |
| SSV ratiopharm Ulm 1846       | Ulm          |
| SV Tally Oberelchingen        | Elchingen    |
| TG Landshut                   | Landshut     |
| TTL uniVersa Bamberg          | Bamberga     |
| Rhöndorfer TV 1912            | Bad Honnef   |
| TVG Basketball Trier          | Tréveris     |
| BG Ludwigsburg                | Ludwigsburgo |

## Classificação Fase Regular
| Pos. | Clube                         | J  | V  | Pts      | Pt+:Pt-   | Classificação |
| ---- | ----------------------------- | -- | -- | -------- | --------- | ------------- |
| 1    | TSV Bayer 04 Leverkusen       | 24 | 2  | 48:04:00 | 2294:1978 | Playoffs      |
| 2    | Alba Berlin                   | 19 | 7  | 38:14:00 | 2391:2095 | Playoffs      |
| 3    | Steiner Bayreuth              | 19 | 7  | 38:14:00 | 2166:2043 | Playoffs      |
| 4    | TTL uniVersa Bamberg          | 19 | 7  | 38:14:00 | 2293:2036 | Playoffs      |
| 5    | SSV ratiopharm Ulm 1846       | 18 | 8  | 36:16:00 | 2309:2222 | Playoffs      |
| 6    | Brandt Hagen                  | 17 | 9  | 34:18:00 | 2168:1968 | Playoffs      |
| 7    | MTV 1846 Giessen              | 14 | 12 | 28:24:00 | 2066:2089 | Playoffs      |
| 8    | SV Tally Oberelchingen        | 11 | 15 | 22:30:00 | 2049:2086 | Playoffs      |
| 9    | TV Germania Trier             | 11 | 15 | 22:30:00 | 2053:2166 | Playouts      |
| 10   | Basketball im TuS Herten 1925 | 8  | 18 | 16:36    | 2099:2327 | Playouts      |
| 11   | Rhöndorfer TV 1912            | 8  | 18 | 16:36    | 2044:2233 | Playouts      |
| 12   | BG Ludwigsburg                | 6  | 20 | 12:40    | 1953:2176 | Playouts      |
| 13   | SG FT/MTV Braunschweig        | 4  | 22 | 08:44    | 1935:2173 | Playouts      |
| 14   | TG Landshut                   | 4  | 22 | 08:44    | 2060:2288 | Playouts      |

## Playoffs
|  | Quartas de final | Quartas de final        | Quartas de final     |             |   | Semifinais              | Semifinais | Semifinais |  |  | Final | Final                   | Final |
|  |                  |                         |                      |             |   |                         |            |            |  |  |       |                         |       |
|  |                  |                         |                      |             |   |                         |            |            |  |  |       |                         |       |
|  | 1                | TSV Bayer 04 Leverkusen | 4                    |             |   |                         |            |            |  |  |       |                         |       |
|  | 8                | SV Tally Oberelchingen  | 0                    |             |   |                         |            |            |  |  |       |                         |       |
|  | 8                | SV Tally Oberelchingen  | 0                    |             |   | TSV Bayer 04 Leverkusen | 3          |            |  |  |       |                         |       |
|  |                  |                         |                      |             |   | TSV Bayer 04 Leverkusen | 3          |            |  |  |       |                         |       |
|  |                  |                         | TTL uniVersa Bamberg | 0           |   |                         |            |            |  |  |       |                         |       |
|  | 4                | TTL uniVersa Bamberg    | TTL uniVersa Bamberg | 0           | 4 |                         |            |            |  |  |       |                         |       |
|  | 4                | TTL uniVersa Bamberg    |                      |             | 4 |                         |            |            |  |  |       |                         |       |
|  | 5                | SSV ratiopharm Ulm 1846 | 0                    |             |   |                         |            |            |  |  |       |                         |       |
|  |                  |                         |                      |             |   |                         |            |            |  |  |       | TSV Bayer 04 Leverkusen | 3     |
|  |                  |                         |                      | Alba Berlin | 1 |                         |            |            |  |  |       |                         |       |
|  | 2                | Alba Berlin             | 4                    |             |   |                         |            |            |  |  |       |                         |       |
|  | 7                | MTV 1846 Giessen        | 3                    |             |   |                         |            |            |  |  |       |                         |       |
|  | 7                | MTV 1846 Giessen        | 3                    |             |   | Alba Berlin             | 3          |            |  |  |       |                         |       |
|  |                  |                         |                      |             |   | Alba Berlin             | 3          |            |  |  |       |                         |       |
|  |                  |                         | Steiner Bayreuth     | 1           |   |                         |            |            |  |  |       |                         |       |
|  | 3                | Steiner Bayreuth        | Steiner Bayreuth     | 1           | 4 |                         |            |            |  |  |       |                         |       |
|  | 3                | Steiner Bayreuth        |                      |             | 4 |                         |            |            |  |  |       |                         |       |
|  | 6                | Brandt Hagen            | 3                    |             |   |                         |            |            |  |  |       |                         |       |

## Campeões da Basketball Bundesliga (BBL) 1995–96
| Campeões da BBL 1995–96             |
| ----------------------------------- |
| TSV Bayer 04 Leverkusen 14.º título |

## Clubes alemães em competições europeias
| Clube                   | Competição         | Resultado                                                     |
| ----------------------- | ------------------ | ------------------------------------------------------------- |
| TSV Bayer 04 Leverkusen | FIBA Euroliga      | Eliminado na Fase de Grupos (7º no Gr. A com 5v - 9d)         |
| Steiner Bayreuth        | Copa Korać         | Eliminado na Ronda dos 64 por Panionios (64-85;67-78)         |
| ALBA Berlim             | Copa Korać         | Eliminado nas Quartas de Finais por ASVEL (79-75;76-82)       |
| TTL uniVersa Bamberg    | Copa Korać         | Eliminado na Ronda dos 32 por Fortitudo Bologna (62-72;70-80) |
| Brandt Hagen            | Copa Korać         | Eliminado na Ronda dos 64 por Vojvodina (85-77:50-76)         |
| SSV ratiopharm Ulm 1846 | FIBA Copa Europeia | Eliminado na Terceira Fase por Zrinjevac (78-82;75-80)        |